# 3867 Shiretoko
A 3867 Shiretoko (ideiglenes jelöléssel 1988 HG) a Naprendszer kisbolygóövében található aszteroida. Janai Maszajuki és Vatanabe Kazuró fedezte fel 1988. április 16-án.